# Mon père est ingénieur
Mon père est ingénieur è un film del 2004 diretto da Robert Guédiguian.